# مصطفی نادارویچ
مصطفی نادارویچ (انگلیسی: Mustafa Nadarević؛ زادهٔ ۲ مهٔ ۱۹۴۳) یک هنرپیشه اهل بوسنی و هرزگوین است.
از فیلم‌ها یا برنامه‌های تلویزیونی که وی در آن نقش داشته است می‌توان به وقتی بابا رفته بود مأموریت، سرزمین هیچ‌کس اشاره کرد.